# Chiesa di Santa Maria del Buon Consiglio a Porta Furba
La chiesa di Santa Maria del Buon Consiglio a Porta Furba è un luogo di culto cattolico di Roma, nel quartiere Tuscolano, in via Tuscolana.

## Storia

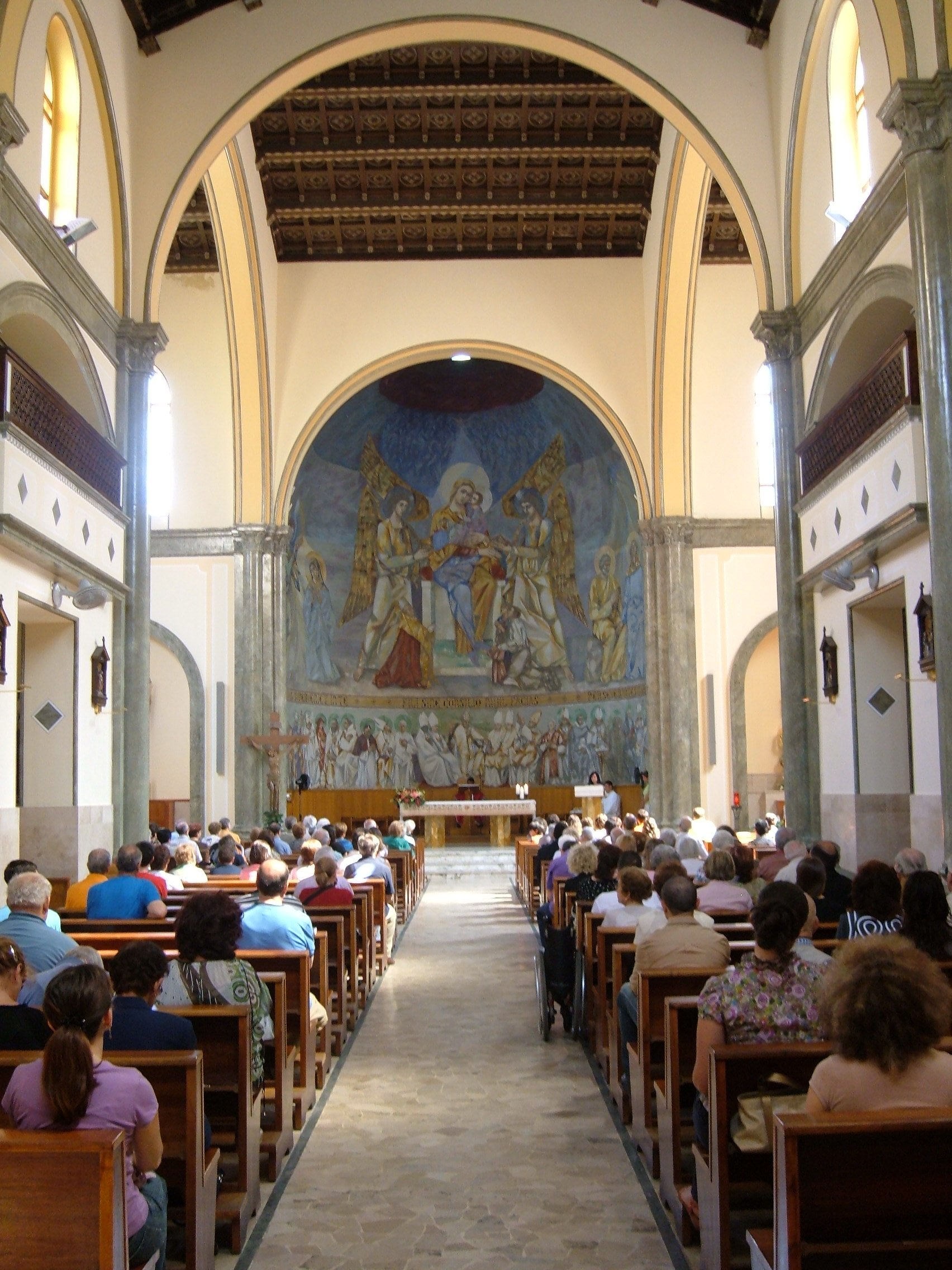
L'interno

È stata costruita nel 1916 su progetto dell'architetto Costantino Sneider ed aperta al pubblico il 9 aprile di quell'anno. Nel 1955, lavori di ampliamento condotti dall'architetto Paolo Stefani, hanno portato all'inserimento nella chiesa di una crociera. Il 6 dicembre 1992 essa ha ricevuto la visita di papa Giovanni Paolo II.
La chiesa è sede parrocchiale, eretta il 26 luglio 1919 da papa Benedetto XV con la lettera apostolica Inter officia Ecclesiae.
Dal 28 novembre 2020 sulla chiesa insiste il titolo cardinalizio di Santa Maria del Buon Consiglio.
A Roma vi è un'altra chiesa con lo stesso titolo.